# Diagrypnodes wakefieldi
Diagrypnodes wakefieldi is een keversoort uit de familie platsnuitkevers (Salpingidae). De wetenschappelijke naam van de soort werd in 1876, samen met die van het geslacht, gepubliceerd door Charles Owen Waterhouse.